# Tesoro de Minias

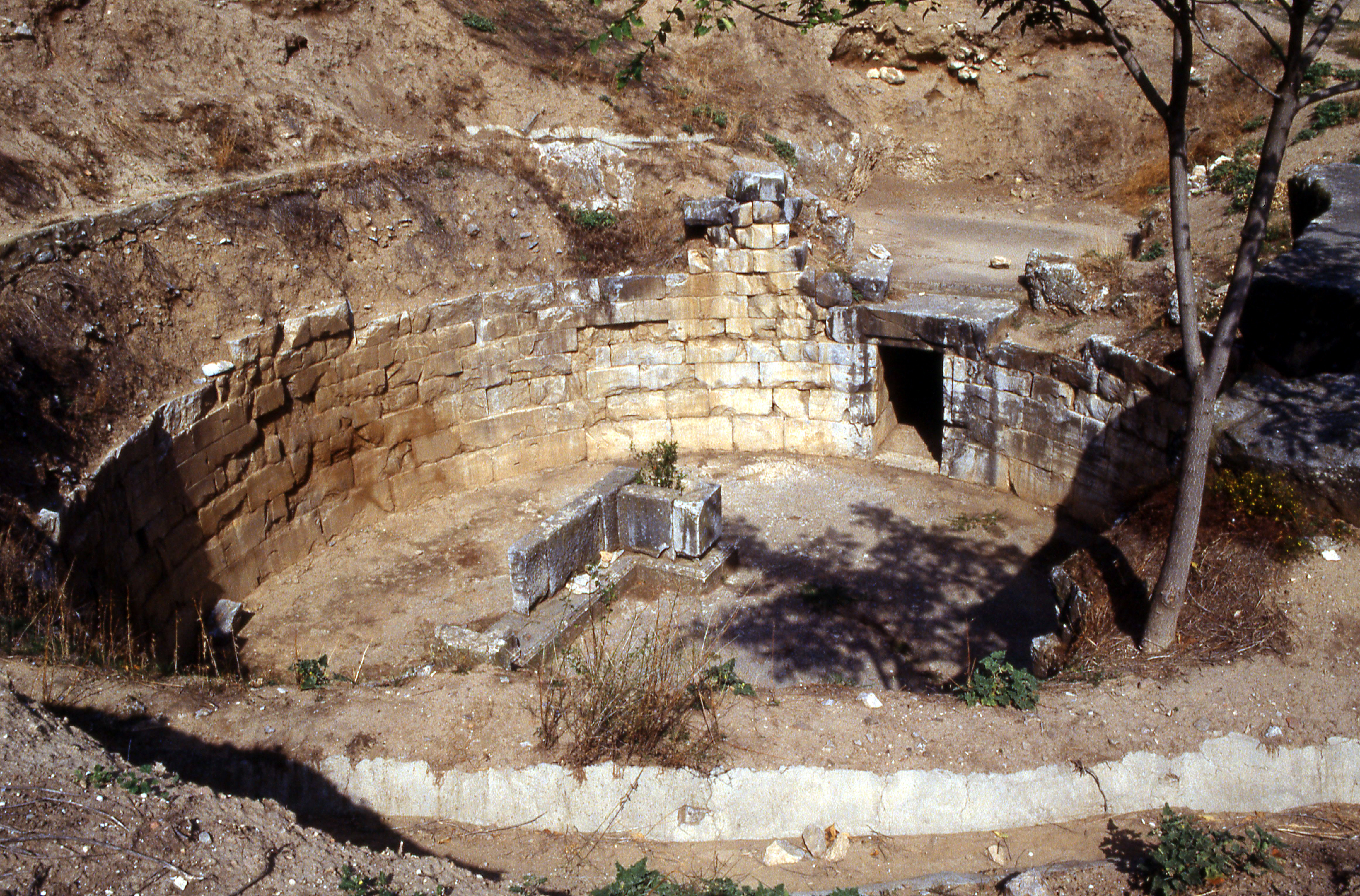
Las ruinas del tesoro de Minias

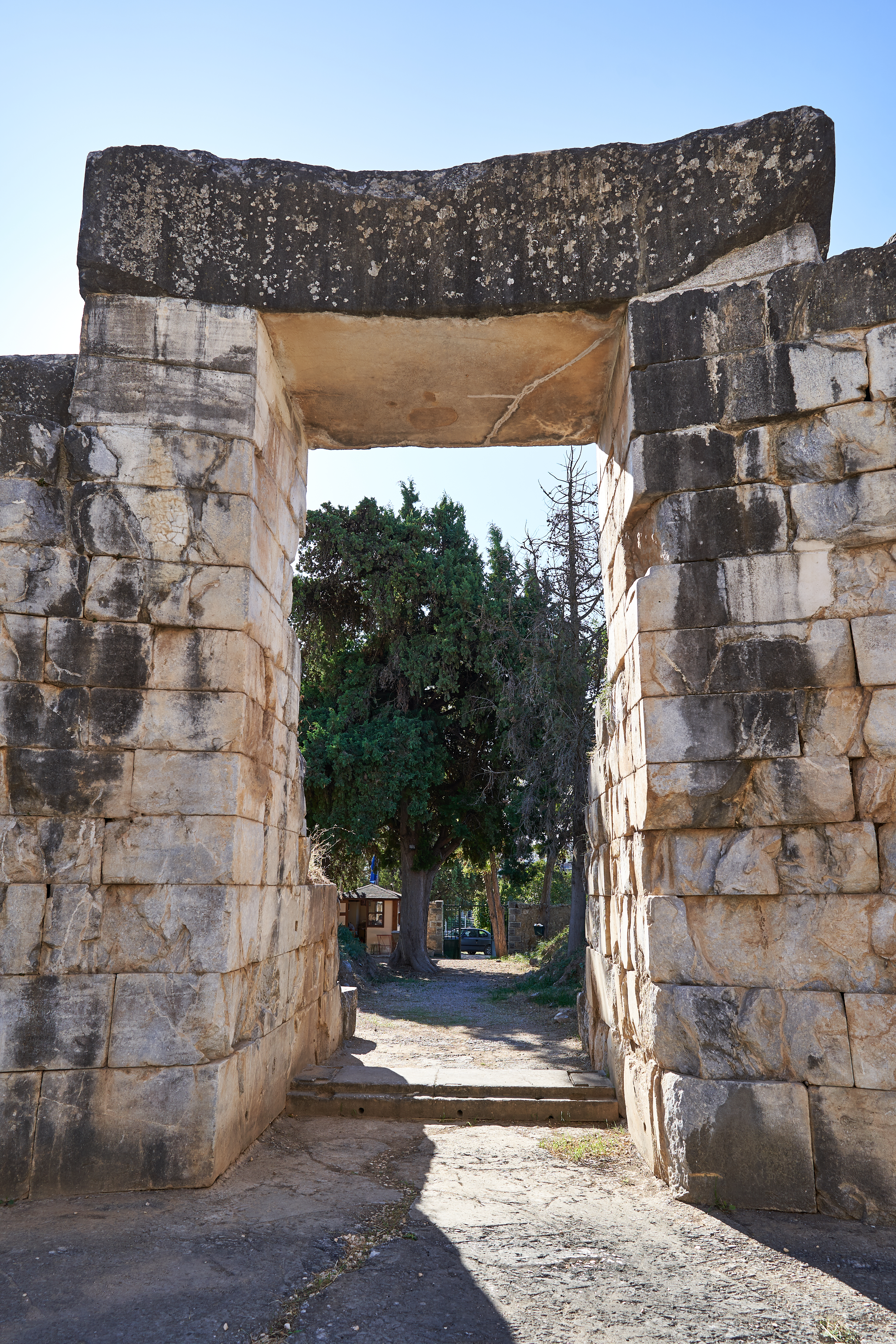
Entrada

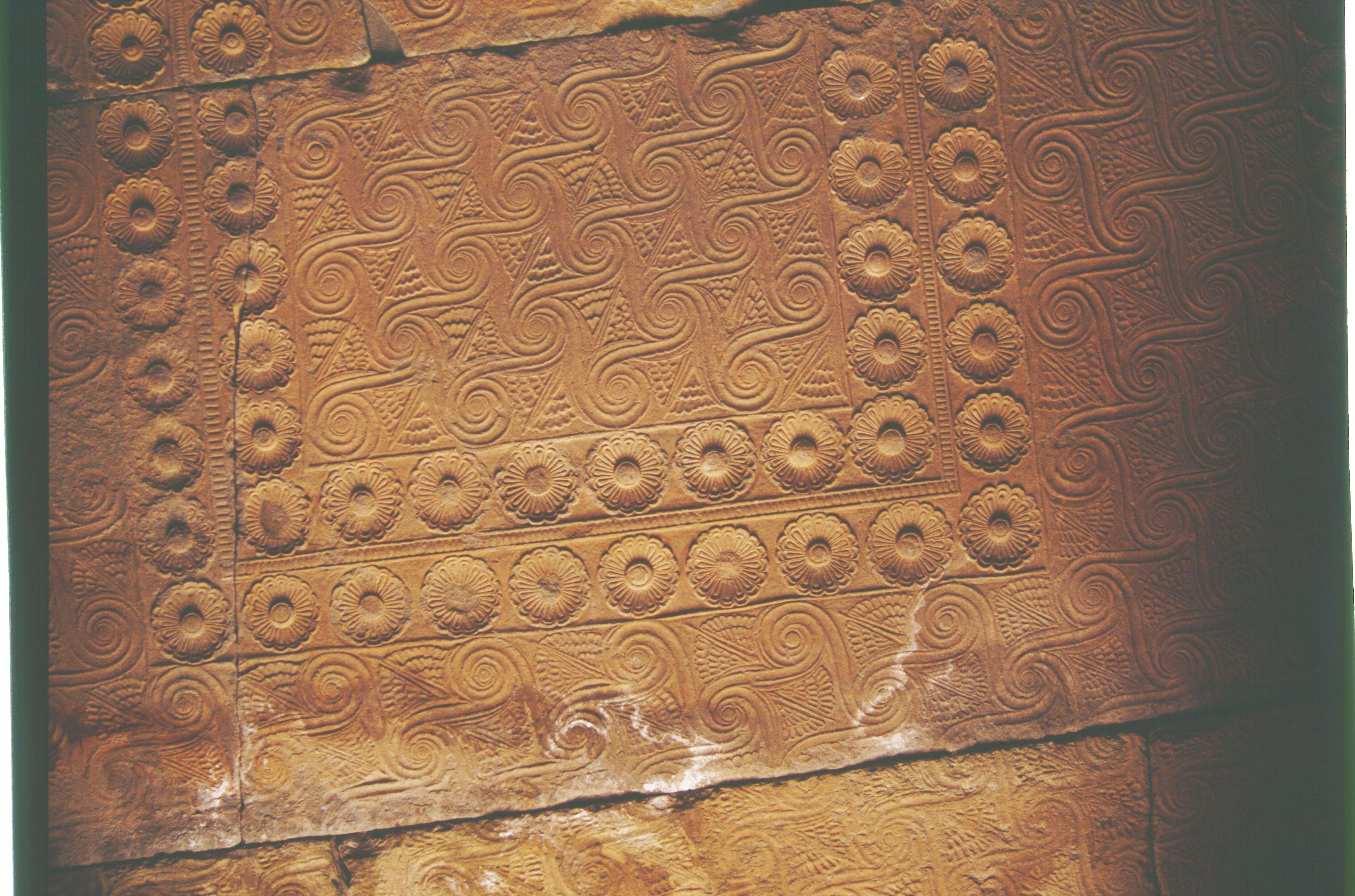
Decoración del techo de la cámara lateral

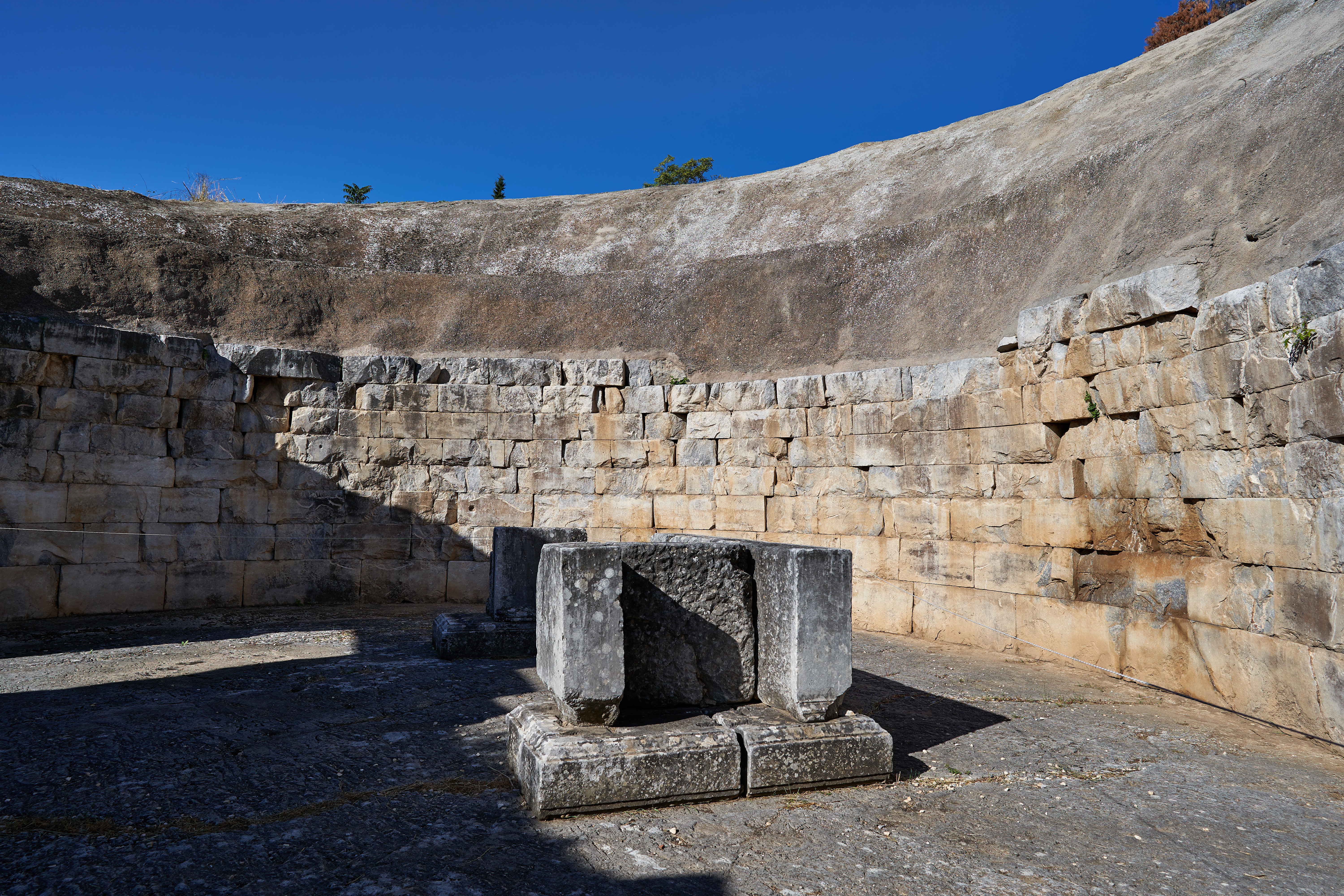
Pedestal del centro de la cámara

El tesoro de Minias (en griego, Θησαυρός του Μινύα) es el nombre que se ha dado a un monumento funerario de época micénica que se encuentra en las proximidades de la antigua ciudad de Orcómeno. 

## Relato de Pausanias
Su nombre se debe al escritor de la antigüedad Pausanias (siglo II), que mencionó este monumento atribuyéndolo al mítico rey Minias. Este autor, que justificaba la riqueza de este rey por la abundancia de tributos que recibía, dice que tuvo que construir el tesoro para guardar sus riquezas y citaba ese «tesoro de Minias» entre las maravillas construidas en Grecia que eran más dignas de verse.  Hay que decir que, sin embargo, Pausanias parece distinguir el tesoro de Minias de la tumba de Minias, aunque también se podría interpretar que la tumba que menciona se hallaba dentro del tesoro.

## Arqueología
Aunque Pausanias describe el monumento como un tesoro, la descripción se corresponde con una tumba abovedada. Se estima que fue el lugar donde se enterraron miembros de la familia que reinaba en el asentamiento de Orcómeno en el periodo micénico. Sin embargo, se ha sugerido la posibilidad de que se construyera inicialmente como tumba y que posteriormente, debido al prestigio del espacio, también se utilizara con otros fines. Se ha encontrado una inscripción del periodo helenístico en este lugar donde se menciona a Hera Téleia.
En todo caso, la tumba micénica que se ha asociado a ese pasaje fue construida en torno al año 1250 a. C. y había sido saqueada ya en la Antigüedad. Se trata de una tumba abovedada que consta de un dromos que mide unos 30 m. El bloque que forma el dintel de la entrada tiene unos 6 m de largo y varias toneladas de peso. La cámara tiene un diámetro de 14 m. La cúpula está derrumbada. Sus dimensiones son muy parecidas a las del tesoro de Atreo de Micenas y, al igual que este, incluye una sala en un lateral. Esta sala tenía decorados en relieve con formas de rosetas, flores de papiro y espirales. También había rosetas en la entrada de la tumba y en la cámara principal. En el centro de la cámara hay un pedestal de mármol, donde debía haber estatuas de culto, que fue construido más tarde, en el periodo helenístico. 
Las primeras excavaciones en este monumento fueron realizadas en 1880 por Heinrich Schliemann; posteriormente, en 1903-1905, el Instituto de Ciencias de Baviera realizó más trabajos arqueológicos. En 1914, se realizaron trabajos de restauración dirigidos por Anastasios Orlandos.